# Józef Dzięgielewski
Józef Dzięgielewski ps. Kurek, Wicek (ur. 22 stycznia 1895 w Wierznicy k. Dobrzynia nad Wisłą, zm. 7 grudnia 1952 w Otwocku) – polski działacz socjalistyczny. Uczestnik wojny polsko-bolszewickiej. Poseł na Sejm RP I i II kadencji. Dowódca Milicji PPS w powstaniu warszawskim. Po wojnie więziony przez UB. Zmarł po opuszczeniu więzienia.

## Życiorys

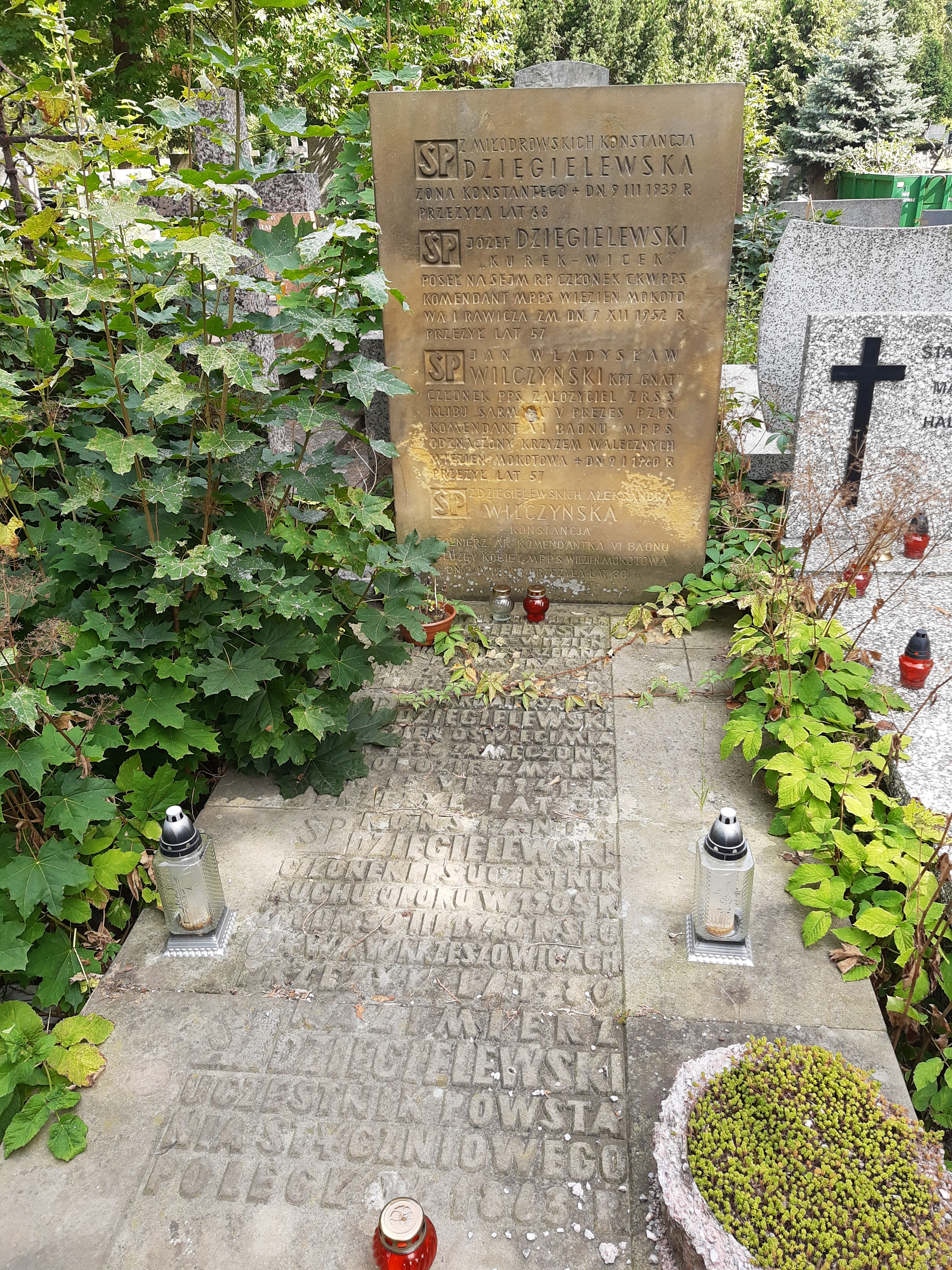
Grób Józefa Dzięgielewskiego na cmentarzu Bródnowskim w Warszawie

Syn Konstantego, ekonoma i Konstancji z domu Miłodrowska. Po ukończeniu szkoły elementarnej rozpoczął naukę w gimnazjum Polskiej Macierzy Szkolnej w Płocku. Tam wstąpił w 1912 do nielegalnego Koła Młodzieży Postępowej. Od 1913 pracował w cukrowni „Chełmica”, później jako zarządca majątku Golejewo w pow. Sierpc. Od 1917 był członkiem Polskiej Organizacji Wojskowej, a następnie PPS.
W 1918 organizował Pogotowie Bojowe PPS w powiecie płockim. Aresztowany dwukrotnie przez władze niemieckie (więziony w Sierpcu, Modlinie i Warszawie). Skazany na karę śmierci. Został uwolniony 11 listopada 1918.
Po uwolnieniu został mianowany komendantem Milicji Ludowej PPS w Płocku, wziął udział w rozbrajaniu Niemców. W 1920, z ramienia Związku Obrony Ojczyzny prowadził akcje dywersyjną na tyłach Armii Czerwonej, następnie od maja 1920 r. był dowódcą kompanii 63. pułku piechoty (w stopniu podporucznika). Do 1921 r. odbywał służbę wojskową na froncie.
Po demobilizacji zamieszkał na terenie woj. poleskiego. Tam zorganizował OKR PPS i Radę Związków Zawodowych. W wyborach parlamentarnych w 1922 wybrany z okręgu poleskiego (Pińsk) do Sejmu. Mandat uzyskał również w wyborach parlamentarnych w 1928 w tym samym okręgu.
Od 1926 zamieszkał w Warszawie. W okresie 1929–1934 był zastępcą, a potem komendantem Milicji PPS, a następnie zastępcą komendanta „Akcji Socjalistycznej”. Został członkiem Warszawskiego Okręgowego Komitetu Robotniczego PPS, którym pozostawał do 1939. Od 1928 do 1931 był członkiem Rady Naczelnej PPS, od 1931 do 1934 zastępca członka Rady Naczelnej, a od 1937 do 1939 członkiem Centralnego Sądu Partyjnego.
W 1930 aresztowany pod zarzutem zamachu na Józefa Piłsudskiego. 19 października 1930 r. został uniewinniony wyrokiem Sądu Okręgowego w Warszawie z braku dowodów.
We wrześniu 1939, był współorganizatorem Robotniczych Brygad Obrony Warszawy. Działacz PPS-WRN (kierownik wydziału wojskowego CKR), organizator Warszawskiego Zgrupowania OW PPS.
Uczestnik powstania warszawskiego dowodził Zgrupowaniem Milicji PPS na Starym Mieście. Po upadku powstania dowodził oddziałami PPS na Śląsku, w Zagłębiu i Krakowskiem.
W 1945, pomimo faktu, iż koncesjonowana PPS zakazała mu aktywności politycznej, wspierał tworzenie PPSD.
Powrócił do Warszawy. Ujawniając się w 1946, rozpoczął prace historyczne w Instytucie Pamięci Narodowej. Aresztowany 23 listopada 1946, następnie zwolniony w grudniu 1946. Ponownie aresztowany 5 kwietnia 1947 i po procesie skazany 10 listopada 1948 na 9 lat więzienia (wyrok złagodzono w wyniku amnestii do 4 lat).
Przebywał w więzieniach w Warszawie, Rawiczu i we Wronkach. Zwolniony przedterminowo w październiku 1951.
Zmarł na gruźlicę 5 grudnia 1952 w Otwocku. Pochowany na cmentarzu Bródnowskim w Warszawie (kwatera 31C-4-27).

## Odznaczenia
- Krzyż Niepodległości - 1938
- dwukrotnie Krzyż Walecznych - 1939 (za obronę Warszawy) i 1944 (za powstanie w stolicy)